# Liste der Monuments historiques in Allonne (Oise)
Die Liste der Monuments historiques in Allonne (Oise) führt die Monuments historiques in der französischen Gemeinde Allonne auf.

## Liste der Bauwerke
| Bezeichnung                         | Beschreibung                  | Standort | Kennzeichnung | Schutzstatus | Datum | Bild           |
| ----------------------------------- | ----------------------------- | -------- | ------------- | ------------ | ----- | -------------- |
| Kirche Notre-Dame de l’Annonciation | Erbaut im 12./13. Jahrhundert | (Lage)   | PA00114476    | Classé       | 1862  | weitere Bilder |

## Liste der Objekte

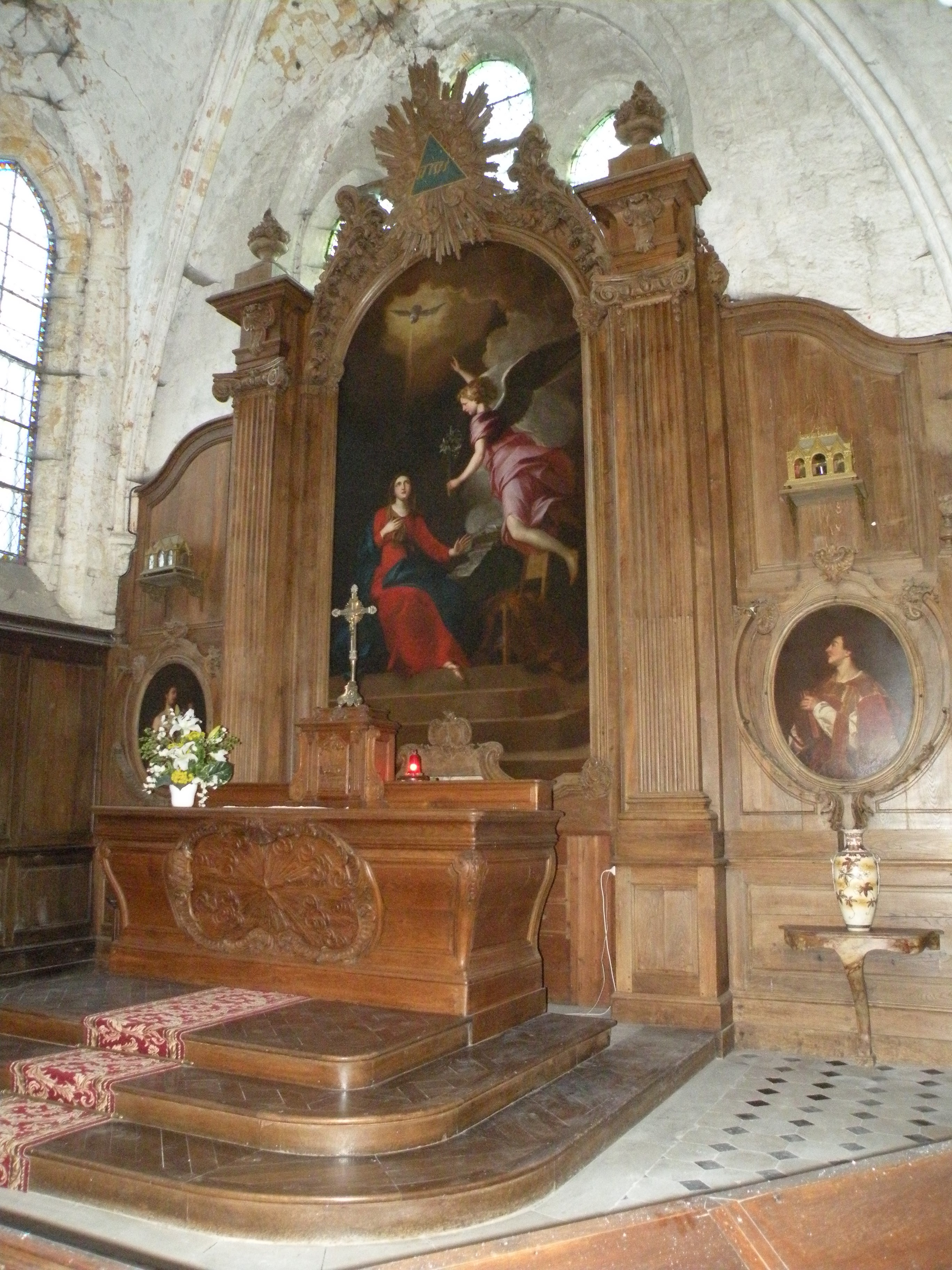
Altar in der Kirche Notre-Dame de l’Annonciation

- Monuments historiques (Objekte) in Allonne (Oise) in der Base Palissy des französischen Kultusministeriums